# Ricardo Eche
Ricardo Eche  (* 30. April 1962 in São Paulo) ist ein aus Brasilien stammender deutscher Schauspieler, Regisseur und Theaterautor. 2004 gründete er in München eine brasilianische Theaterkompagnie, das Teatro Brasileiro de Munique.

## Leben und Karriere
Eche wurde in São Paulo geboren. Seine Mutter ist Brasilianerin, sein Vater Spanier.
Um Architekt zu werden, absolvierte er ein Studium an der Fakultät Belas Artes in São Paulo und nahm danach Schauspielunterricht bei der Schauspielerin Miriam Mehler. 1988 lebte Ricardo in Spanien und arbeitet im Bereich Entertainment. Bei einer Tournee-Pause und einer Reise nach Deutschland beschloss er, in München zu bleiben. Er bekam ein Engagement am Theater Bél Étage und war dort etliche Jahre als Schauspieler und Tänzer in der Travestie und den Theaterproduktionenen Simply The Best, Die Schöne und das Biest und Soirée Française und Salome.
Ab 1990 war er als Theater- und Fernsehschauspieler beschäftigt u. a. in Road To Nirvana von Arthur Kopit (Münchner Kammerspiele), in der Tatort-Folge Der Prinz und der Mörder, in Der Bulle von Tölz, Rußige Zeiten, Der Fahnder, Streit um drei und in der Daily Soap Marienhof. 2001 spielte er in der Kinokomödie Erkan und Stefan – Gegen die Mächte der Finsternis die Rolle des Berger.
Neben seiner schauspielerischen Tätigkeit ist Eche Sprecher und Coach für Portugiesisch und Spanisch. Als Synchronsprecher ist er in den Filmen und Serien zu hören gewesen: Die Tudors (Botschafter Mendoza), Turistas (Jamuru), Kidnapped – 13 Tage Hoffnung (Espinoza), Malen oder Lieben (João), Get the Gringo (Carnal) und Dead Man Down, Redbelt, Portugal, mon amour, Der blutige Pfad Gottes 2, Undisputed 2, Kennedys Hirn und Mata, Mata. Im Jahr 2013 synchronisierte er die Red Bull-Dokumentation über Felix Baumgartner (The Story Behind Red Bull Stratos).
2004 gründete Eche das brasilianische Theater in München (Teatro Brasileiro de Munique). Er ist dort als Autor, Regisseur und Produzent tätig. Zu seinem Repertoire zählen mittlerweile Größen des brasilianischen Theaters wie Leilah Assumpção Ilustríssimo Filho da Mãe (Eine Nacht mit Mutter), und Flávio de Souza, Fica Comigo Esta Noite (Bleib bei mir, nur heute Nacht). Beide Stücke sind in deutscher Sprache beim Münchner Zuckerhut Theaterverlag sowie seine Kindertheaterstücke Der einsame Drachen von Kalamarien und Der Prinz mir der Maske. Mit Eches Inszenierung des Stücks Dois Perdidos Numa Noite Suja (Zwei Verlorene in einer schmutzigen Nacht) von Plínio Marcos in der Herbstsaison 2014 zeigt das Teatro Brasileiro de Munique erstmals ein Stück mit deutschen Untertiteln.
Eche war mehrere Jahre als Kulturreferent für den Deutsch-Brasilianischen Kulturverein tätig. Seit 2012 moderiert er die Sendung Xaxados & Perdidos beim Radiosender Lora München 92,4 MHz. Darüber hinaus produziert er die online Sprach-Kindersendung Que Legal! im Internetfernsehen.